# Liste der Monuments historiques in Lhuître
Die Liste der Monuments historiques in Lhuître führt die Monuments historiques in der französischen Gemeinde Lhuître auf.

## Liste der Immobilien
| Bezeichnung       | Beschreibung           | Standort            | Kennzeichnung | Schutzstatus | Datum | Bild           |
| ----------------- | ---------------------- | ------------------- | ------------- | ------------ | ----- | -------------- |
| Kirche Ste-Tanche | ab dem 12. Jahrhundert | Rue de Badin (Lage) | PA00078137    | Classé       | 1862  | weitere Bilder |

## Liste der Objekte
| Bezeichnung                                 | Beschreibung                                                                                           | Standort                              | Kennzeichnung | Schutzstatus | Datum | Bild           |
| ------------------------------------------- | --- | ------------------------------------- | ------------- | ------------ | ----- | -------------- |
| Reliquiar der heiligen Tancha               | Holz, bemalt und vergoldet, Glas, 18. Jahrhundert                                                      | in der Kirche Ste-Tanche (Lage)       | PM10004768    | Inscrit      | 1974  |                |
| Skulptur Verkündigungsmadonna               | Kalkstein, farbig gefasst, Mitte des 16. Jahrhunderts                                                  | in der Kirche Ste-Tanche (Lage)       | PM10001012    | Classé       | 1911  |                |
| Skulptur Heilige Tancha (1)                 | Holz, farbig gefasst, zweite Hälfte des 16. Jahrhunderts                                               | in der Kirche Ste-Tanche (Lage)       | PM10001009    | Classé       | 1911  | weitere Bilder |
| Hauptaltar                                  | Altartisch, Tabernakel und Baldachin; Holz, farbig gefasst und vergoldet, 1747                         | in der Kirche Ste-Tanche (Lage)       | PM10001020    | Classé       | 1984  |                |
| Taufbecken                                  | Kalkstein, Bronze, Zinn, um 1300                                                                       | in der Kirche Ste-Tanche (Lage)       | PM10001004    | Classé       | 1862  | weitere Bilder |
| Kirchenfenster                              | aus dem 16. Jahrhundert                                                                                | in der Kirche Ste-Tanche (Lage)       | PM10001005    | Classé       | 1862  | weitere Bilder |
| Zwei Engelsskulpturen mit Leidenswerkzeugen | Holz, 16. Jahrhundert; 1975 gestohlen                                                                  | in der Kirche Ste-Tanche (Lage)       | PM10001010    | Classé       | 1911  |                |
| Heilige-Tancha-Altar                        | Altartisch, Retabel und Votivbild; Kalkstein, Ölfarbe auf Leinwand, zweite Hälfte des 18. Jahrhunderts | in der Kirche Ste-Tanche (Lage)       | PM10001016    | Classé       | 1978  |                |
| Skulptur Heilige Tancha (2)                 | Kalkstein, farbig gefasst, erste Hälfte des 16. Jahrhunderts                                           | in der Kirche Ste-Tanche (Lage)       | PM10001019    | Classé       | 1911  |                |
| Kommuniontisch                              | Holz, bemalt und vergoldet, 18. Jahrhundert                                                            | in der Kirche Ste-Tanche (Lage)       | PM10001021    | Classé       | 1984  |                |
| Passionsretabel                             | Kalkstein, farbig gefasst, Holzrahmen, erste Hälfte des 16. Jahrhunderts                               | in der Kirche Ste-Tanche (Lage)       | PM10001006    | Classé       | 1862  | weitere Bilder |
| Skulptur Heiliger Symphorianus              | Kalkstein, farbig gefasst, 1550                                                                        | in der Kirche Ste-Tanche (Lage)       | PM10001007    | Classé       | 1908  |                |
| Skulptur Unterweisung Mariens               | Kalkstein, farbig gefasst, um 1550                                                                     | in der Kirche Ste-Tanche (Lage)       | PM10001011    | Classé       | 1911  |                |
| Skulptur Heiliger Joseph mit Jesusknaben    | Kalkstein, farbig gefasst, zweite Hälfte des 16. Jahrhunderts, François Gentil zugeschrieben           | in der Kirche Ste-Tanche (Lage)       | PM10001013    | Classé       | 1911  |                |
| Skulptur Madonna mit Kind (1)               | Kalkstein, farbig gefasst, zweite Hälfte des 16. Jahrhunderts                                          | in der Kirche Ste-Tanche (Lage)       | PM10001014    | Classé       | 1911  |                |
| Skulptur Heiliger Nikolaus                  | Kalkstein, farbig gefasst, um 1500                                                                     | in der Kirche Ste-Tanche (Lage)       | PM10004769    | Inscrit      | 1978  |                |
| Chorschranke                                | Schmiedeeisen, Kalksteinsockel, bezeichnet 1818                                                        | in der Kirche Ste-Tanche (Lage)       | PM10004770    | Inscrit      | 1985  |                |
| Pietà                                       | Kalkstein, farbig gefasst, Ende des 15. Jahrhunderts                                                   | außen an der Kirche Ste-Tanche (Lage) | PM10001008    | Classé       | 1911  |                |
| Gemälde Barmherzigkeit des Herrn            | Ölfarbe auf Leinwand, 17. Jahrhundert                                                                  | in der Kirche Ste-Tanche (Lage)       | PM10001015    | Classé       | 1975  |                |
| Skulptur Johannes der Täufer                | Kalkstein, farbig gefasst, 16. Jahrhundert                                                             | in der Kirche Ste-Tanche (Lage)       | PM10001017    | Classé       | 1978  |                |
| Skulptur Madonna mit Kind (2)               | Kalkstein, weiß übertüncht, erste Hälfte des 16. Jahrhunderts                                          | in der Kirche Ste-Tanche (Lage)       | PM10001018    | Classé       | 1978  |                |